# Sheila Finestone
Sheila Finestone, née le 28 janvier 1927 à Montréal et décédée le 8 juin 2009 à Ottawa, est une administratrice, analyste politique et femme politique fédérale du Québec.

## Biographie
Née Sheila Abbey à Montréal, la fille de Minnie Cummings et Monroe Abbey, elle fait son baccalauréat en sciences à l'Université McGill. Elle devient député libéral de la circonscription de Mont-Royal lors des élections de 1984. Alors que les Libéraux formaient l'opposition officielle, elle est porte-parole en matière de Jeunesse et de Condition de la femme de 1984 à 1985, de Communications de 1985 à 1993 et en matière d'Arts et de Cultures de 1986 à 1987, 1988 à 1989 et de 1991 à 1993. Elle devient secrétaire d'État en matière de Multiculturalisme et de Condition de la femme de 1993 à 1996. 
Réélue en 1988, 1993 et en 1997, elle démissionna en 1999 pour accepter un poste de sénatrice division sénatoriale de Montarville. Elle demeure en poste jusqu'en 2001.